# Richard Bertie, 14.º Conde de Lindsey
Richard Henry Rupert Bertie, 14.º Conde de Lindsey e 9.º Conde de Abingdon (nascido em 28 de junho de 1931) é um nobre inglês.
Foi membro da Câmara dos Lordes de 1963 a 1999, onde pertenceu ao grupo conservador.

## Vida pregressa
Lindsey é filho do Maj. Hon. Arthur Michael Cosmo Bertie (1886–1957) e de sua primeira esposa, Aline Rose ( nascida Arbuthnot - Leslie ) Ramsay.
Arthur Bertie foi o segundo filho de Montagu Bertie, 7.º Conde de Abingdon . Richard Bertie herdou os condados em 1963 de um primo distante, Montague Bertie, 12.º conde de Lindsey.
Ele foi educado no Ampleforth College.

## Carreira
Bertie fez o serviço militar no Regimento Real de Norfolk, tornando-se segundo-tenente em 6 de fevereiro de 1952, com antiguidade a partir de 3 de fevereiro de 1951. Em 25 de julho de 1952, ele recebeu a patente de tenente interino, e a promoção foi tornada substantiva em 28 de junho de 1954, com antiguidade a partir da data de sua patente interina. Bertie foi transferido da Reserva de Emergência do Exército para a Reserva do Exército Regular em 24 de setembro de 1957.
Entre 1958 e 1996, ele foi corretor do Lloyd's . Em 1963, ele sucedeu seu meio-primo como Conde de Lindsey e Abingdon e Alto Administrador hereditário de Abingdon e ingressou na Câmara dos Lordes.

## Vida pessoal
Em 1957, Bertie se casou com Norah Elizabeth Farquhar -Oliver, descendente dos baronetes Farquhar e bisneta de John Hely-Hutchinson, 5º Conde de Donoughmore . Juntos, eles foram pais de dois filhos e uma filha: 
- Henry Mark Willoughby Bertie, Lord Norreys (n. 1958), que se casou com Lucinda Sol Morsoom em 1989.[12]
- Lady Annabel Frances Rose Bertie (nascida em 1969)
- Hon. Alexander Michael Richard Willoughby Bertie (n. 1970), que se casou com Catherine Davina Cameron, filha de Gordon Cameron, em 1998.[12]

Ele mora em Gilmilnscroft House, perto de Mauchline, uma sede da família de sua esposa, os Farquhars.